# Kontakt koža-na-kožu
Kontakt koža-na-kožu, koji se još naziva klokanska njega, tehnika je njege novorođenčadi u kojoj se dijete drži prsa uz prsa s roditeljem. Novorođenče se neposredno nakon rođenja postavlja na gola prsa majke ili oca, ili ga se pušta da samo dopuže do prsa majke, što je instinktivna kretnja s kojom se sva djeca rađaju.
U bolnicama se novorođenčad često nakon poroda odvaja od majki. Kod standardne bolničke skrbi, novorođenčad se nakon poroda daje majci u naručje zamotana ili ih se smjesti u otvoreni krevetić. Kod dodira koža-na-kožu, golo novorođenče prislanja se na gola majčina prsa odmah ili ubrzo nakon poroda.
Neposredni kontakt koža-na-kožu podrazumijeva da je dijete postavljeno na majčina prsa odmah ili najviše 10 minuta od poroda, dok rani kontakt koža-na-kožu podrazumijeva da je taj kontakt ostvaren nakon 10 minuta, ali unutar 24 sata od poroda.

## Dobrobiti kontakta koža-na-kožu
Dok se klokanska njega najčešće spominje u sklopu njege za nedonoščad i novorođenčad niske porođajne težine, dodir koža-na-kožu treba smatrati normalnim i osnovnim za svu novorođenčad.
Kontakt koža-na-kožu važan je za emocionalno povezivanje majke i oca s djetetom. Dijete osjeća njihovu toplinu i čuje otkucaje njihovih srca što umiruje otkucaje srca i disanje djeteta. Također, dodirom dijete dobiva dobre bakterije svojih roditelja koje će ga dodatno zaštititi i podržati razvoj njegova imuniteta.
Postoje dokazi da je kontakt koža-na-kožu učinkovit u smanjenju smrtnosti dojenčadi, riziku od bolničkih infekcija, povećanju tjelesne težine, povećanju stope dojenja te da donosi brojne druge prednosti za dijete, majku i oca. Njime se osiguravaju fiziološka i psihološka toplina i povezanost, pomaže se poboljšati obrasce spavanja dojenčadi, a može biti i dobra intervencija za kolike. Raniji otpust iz bolnice također je mogući ishod. Konačno, kontakt koža-na-kožu pomaže potaknuti često dojenje zbog izlučivanja oksitocina i veće dostupnosti mlijeka.

### Nedonoščad i djeca s niskom tjelesnom težinom
Klokanska njega vjerojatno ima najviše benefita za nedonoščad i novorođenčad niske tjelesne težine, jer utječe na normalizaciju temperature, broja otkucaja srca i brzinu disanja te povećanje tjelesne težine. Osim toga, studije sugeriraju da je nedonoščad koja je imala kontakt koža-na-kožu imala poboljšani kognitivni razvoj, smanjenu razinu stresa, smanjenu reakciju na bol, normaliziran rast i pozitivne učinke na motorički razvoj.
Dokazi podržavaju uporabu klokanske njege kao zamjene za konvencionalnu neonatalnu skrb u okruženjima gdje su resursi ograničeni. Naime, stabilna tjelesna temperatura roditelja pomaže u postepenijem reguliranju temperature novorođenčeta od regulacije koju pruža inkubator.

### Za roditelje
Kontakt koža-na-kožu koristan je za roditelje jer potiče privrženost i povezivanje s bdjetetom, poboljšava samopouzdanje roditelja i potiče povećanu proizvodnju mlijeka majke te pridonosi uspjehu dojenja.
Istraživanja ukazuju da kontakt koža-na-kožu pozitivno utječe na psihološku dobrobit roditelja nedonoščadi jer može umanjiti osjećaj anksioznosti i povećati povjerenje u vlastite roditeljske vještine.

### Za očeve
I prerano rođena djeca i djeca rođena u terminu imaju koristi od kontakta koža-na-kožu sa svojim ocem. Na taj način dijete se lakše upoznaje i povezuje s ocem, a otac se upoznaje i povezuje s djetetom. Ako je majka rodila carskim rezom, otac može držati novorođenče odmah po porodu u kontaktu koža-na-kožu dok se majka oporavlja od anestetika.

### Nakon poroda carskim rezom
Svjetska zdravstvena organizacija (SZO) i UNICEF preporučuju da djeca rođena carskim rezom trebaju imati kontakt koža-na-kožu s majkom čim je ona budna i reagira. Kontakt koža-na-kožu moguć je odmah nakon spinalne ili epiduralne anestezije jer majka ostaje budna. Nakon opće anestezije u kojoj majka nije budna, otac ili drugi član obitelji mogu pružati djetetu kontakt koža-na-kožu dok majka ne bude u mogućnosti to učiniti.
Za vrijeme poroda žensko tijelo proizvodi hormon oksitocin (poznat i kao hormon ljubavi) koji pomaže u procesu stvaranja privrženog odnosa. Kontakt koža-na-kožu može biti od velike važnosti nakon poroda carskim rezom, a oksitocin u tome ima veliku ulogu.
Postoje dokazi da je manje vjerojatno da će žene koje rađaju carskim rezom dojiti te da imaju povećane poteškoće u uspostavljanju dojenja. Međutim, istraživanja su otkrila da je neposredni ili rani kontakt koža-na-kožu povećao vjerojatnost uspješnog dojenja kod tih majki.

### Promiče dojenje
Novorođenčad koju se odmah stavi na majčinu kožu ima prirodni instinkt da se primi za dojku i počnu sisati. Smatra se da neposredni kontakt koža-na- kožu pruža oblik otiska koji znatno olakšava naknadno hranjenje.
Primijećeno je da novorođenčad prirodno slijedi jedinstven proces koji dovodi do prvog dojenja:
1. kratko plakanje - vrlo prepoznatljiv porođajni plač
2. ulazak u fazu opuštanja i oporavka od rođenja
3. ulazak u stanje budnosti
4. početak kretanja - u početku malim pokretima, možda rukama, ramenima i glavom
5. kako se pokreti povećavaju, dijete počinje puzati prema dojci
6. nakon što je dijete pronašlo dojku, a time i izvor hrane, slijedi razdoblje odmora
7. nakon odmora, dijete istražuje i upoznaje se s dojkama prije nego se primi za jednu; to čini dodirom, mirisom i lizanjem

Pod uvjetom da nema ometanja, smatra se da sva novorođenčad prate ovaj proces. Požurivanje ili prekid ovog procesa zbog vaganja, mjerenja ili kupanja kontraproduktivan je i može dovesti do problema pri sljedećem dojenju.
Majkama s niskim volumenom mlijeka preporučuje se pojačan kontakt koža-na-kožu kako bi se tijelo potaknulo da proizvodi više mlijeka te da se aktivira refleks izbacivanja mlijeka.

### Za institucije
Klokanska njega često rezultira kraćim boravkom u bolnici, smanjenom potrebom za skupom medicinskom tehnologijom i povećanim uključivanjem roditelja u njegu djeteta.

## Znanstvena podrška
Cochraneov pregled "Klokanska njega za smanjenje morbiditeta i mortaliteta u dojenčadi niske porođajne mase" okupio je podatke iz 21 studije, uključujući 3042 bebe niske porođajne težine (manje od 1,500 grama pri rođenju). Ovaj pregled pokazao je da su djeca kojoj je pružena klokanska njega bile u smanjenom riziku od smrti, infekcija stečenih u bolnici i od niske tjelesne temperature (hipotermije). Klokanska njega povezana je i s povećanjem tjelesne težine, rastom u dužini i stopom dojenja.
Eksperimentalna studija objavljena 2004. godine pokazala je da su djeca koja su pri rođenju težila između 1200 i 2200 grama postala fiziološki stabilnija ako su dobila neposredni kontakt koža-na-kožu, umjesto njege u inkubatorima. U drugoj studiji provedenoj u Etiopiji preživljavanje se poboljšalo kada je kontakt koža-na-kožu započeo prije 6 sati starosti.
Sljedeći Cochraneov pregled naziva "Rani dodir kožom-uz-kožu za majke i njihovu zdravu novorođenčad", pruža kliničku potporu znanstvenom obrazloženju, jer ukazuje na poželjnost korištenja ranog kontakta koža-na-kožu za zdravu novorođenčad.